# 孙甚林
孙甚林（1951年8月—），重庆彭水人，土家族，中华人民共和国政治人物、第十一届全国人民代表大会重庆地区代表。
毕业于清华大学经济管理学院工商管理专业，是中共党员。担任重庆市政协副主席，重庆市工商联（总商会）主席(会长)，重庆南方集团有限公司董事长、党委书记，四川外语学院重庆南方翻译学院董事长。2008年起担任全国人大代表。